# Lake Butler (Union County, Florida)
Lake Butler ist eine Stadt und zudem der County Seat des Union County im US-Bundesstaat Florida. Das U.S. Census Bureau hat bei der Volkszählung 2020 eine Einwohnerzahl von 1.986 ermittelt.

## Geographie
Lake Butler liegt am Südufer des Butler Lake, etwa 70 Kilometer südwestlich von Jacksonville.

## Geschichte
Erstmaligen Eisenbahnanschluss erhielt der Ort 1890 durch die Georgia Southern and Florida Railway zwischen Valdosta (Georgia) und Palatka. Nach dem frühen Bankrott der Gesellschaft ging sie als Tochter 1895 in die Southern Railway über, die wiederum 1990 mit der Norfolk and Western zur Norfolk Southern Railway fusionierte. Eine weitere Bahnstrecke wurde 1899 durch die Jacksonville and Southwestern Railway von Jacksonville über Lake Butler nach Newberry erbaut.
Die Strecke der Southern Railway wurde in den späten 1980er Jahren zwischen Lake City und Palatka stillgelegt, nachdem die Norfolk Southern die Streckennutzungsrechte zwischen Jacksonville und Palatka von CSX erwarb. Der Abschnitt von Lake Butler nach Palatka wurde inzwischen vom Florida Department of Transportation in den 76 km langen Palatka-Lake Butler State Trail umgewandelt.

## Demographische Daten
Laut der Volkszählung 2010 verteilten sich die damaligen 1897 Einwohner auf 875 Haushalte. Die Bevölkerungsdichte lag bei 421,6 Einw./km². 70,0 % der Bevölkerung bezeichneten sich als Weiße, 26,7 % als Afroamerikaner, 0,4 % als Indianer und 0,4 % als Asian Americans. 1,0 % gaben die Angehörigkeit zu einer anderen Ethnie und 1,6 % zu mehreren Ethnien an. 4,3 % der Bevölkerung bestand aus Hispanics oder Latinos.
Im Jahr 2010 lebten in 38,0 % aller Haushalte Kinder unter 18 Jahren sowie 21,6 % aller Haushalte Personen mit mindestens 65 Jahren. 63,6 % der Haushalte waren Familienhaushalte (bestehend aus verheirateten Paaren mit oder ohne Nachkommen bzw. einem Elternteil mit Nachkomme). Die durchschnittliche Größe eines Haushalts lag bei 2,51 Personen und die durchschnittliche Familiengröße bei 3,19 Personen.
32,9 % der Bevölkerung waren jünger als 20 Jahre, 24,9 % waren 20 bis 39 Jahre alt, 26,0 % waren 40 bis 59 Jahre alt und 16,4 % waren mindestens 60 Jahre alt. Das mittlere Alter betrug 34 Jahre. 45,4 % der Bevölkerung waren männlich und 54,6 % weiblich.
Das durchschnittliche Jahreseinkommen lag bei 25.389 $, dabei lebten 35,6 % der Bevölkerung unter der Armutsgrenze.
Im Jahr 2000 war Englisch die Muttersprache von 96,96 % der Bevölkerung und spanisch sprachen 3,04 %.

## Sehenswürdigkeiten
Folgende Objekte sind im National Register of Historic Places gelistet:
- John A. King House
- Lake Butler Woman’s Club
- Townsend Building
- James W. Townsend House

## Verkehr
Lake Butler wird von den Florida State Roads 100, 121, 231 und 238 durchquert. Der nächste Flughafen ist der Gainesville Regional Airport (rund 45 km südlich).

## Persönlichkeiten
- Joe Hendricks (1903–1974), in Lake Butler geborener Politiker, für Florida im US-Repräsentantenhaus
- Clifford Spiller, Jr. (* 1987), in Lake Butler geborener American-Football-Spieler